# Pteris peucedanifolia
Pteris peucedanifolia là một loài dương xỉ trong họ Pteridaceae. Loài này được Schrad. mô tả khoa học đầu tiên..
Danh pháp khoa học của loài này chưa được làm sáng tỏ. 